# Myrteta icuncula
Myrteta icuncula là một loài bướm đêm trong họ Geometridae.